# Nansen Refugee Award
De Nansen Refugee Award (of Nansenprijs), voorheen de Nansen Medaille, is een prijs die jaarlijks wordt uitgereikt door het Hoog Commissariaat voor de Vluchtelingen. Deze prijs wordt toegekend aan een persoon, groep of instituut wegens betoon van buitengewone verdienste en toewijzing aan de problematiek van vluchtelingen. Deze winnaar ontvangt US $ 100,000 voor de financiering van een project ten behoeve van vluchtelingen in overleg met de UNHCR. De prijs is genoemd naar Fridtjof Nansen, die in de Volkenbond de eerste commissaris voor de Vluchtelingen was.
De prijs werd in 1955 voor het eerst uitgereikt. Sinds 1979 bestaat de prijs behalve uit een medaille ook uit een geldbedrag. In 1986 werd de prijs aan een heel volk werd toegekend, namelijk aan de inwoners van Canada.
In 2008 werd de Nansen Refugee Award toegekend aan Chris Clark, de coördinator van het mijnopruimingsprogramma van het UN Mine Action Coordination Centre-South Lebanon (UNMACC-SL), en aan zijn team van bijna 1000 mijn-opruimers in Libanon. Zij werden uitverkozen wegens hun uitmuntende bijdrage aan de veiligheid van verdrevenen en teruggekeerden in Libanon na de oorlog met Israël.

## Lijst van winnaars van de Nansen Refugee Award
- 1954: Eleanor Roosevelt (Verenigde Staten)
- 1955: Koningin Juliana (Nederland)
- 1956: Dorothy Houghton (Verenigde Staten) en Gerrit Jan van Heuven Goedhart (postuum) (Nederland)
- 1957: Internationale Federatie van Rode Kruis- en Rode Halve Maanverenigingen
- 1958: David Hoggett (Engeland) en Pierre Jacobsen (postuum) (Frankrijk)
- 1959: Oskar Helmer (Oostenrijk)
- 1960: Christopher Chataway, Colin Jones, Trevor Philpott en Timothy Raison (Engeland)
- 1961: Olav V (Noorwegen)
- 1962: Tasman Heyes (Australië)
- 1963: International Council for Voluntary Agencies
- 1964: May Curwen (Engeland), François Preziosi (postuum) (Italië) en Jean Plicque (postuum) (Frankrijk)
- 1965: Lucie Chevalley (Frankrijk), Ana Rosa Schliepper de Martinez Guerrero (postuum) (Argentinië) en Jørgen Nørredam (postuum) (Denemarken)
- 1967: Prins Bernhard (Nederland)
- 1968: Bernard Arcens (Senegal) en Charles H. Jordan (postuum) (Verenigde Staten)
- 1969: Prinses Princep Sjah (Nepal)
- 1972: Svana Fridriksdottir (IJsland)
- 1974: Helmut Frenz (Chili)
- 1975: James J. Norris (Verenigde Staten)
- 1976: Olav Hodne (Noorwegen) en Marie-Louise Bertschinger (postuum) (Zwitserland)
- 1977: Maleisische Rode Halve Maan (Maleisië)
- 1978: Seretse Khama (Botswana)
- 1979: Valéry Giscard d'Estaing (Frankrijk)
- 1980: Maryluz Schloeter Paredes (Venezuela)
- 1981: Paul A. Cullen (Australië)
- 1982: Kroonprinses Sonja Haraldsen (Noorwegen)
- 1983: Mwalimu Julius Kambarage Nyerere (Tanzania)
- 1984: Lewis M. Hiller, Jeff Kass en Gregg Turay (Verenigde Staten)
- 1985: Paulo Evaristo Arns (Brazilië)
- 1986: De bevolking van Canada (in ontvangst genomen door gouverneur-generaal Jeanne Sauvé namens Elizabeth II, staatshoofd van Canada)
- 1987: Juan Carlos I (Spanje)
- 1988: Syed Munir Husain (Pakistan)
- 1991: Paul Weis (postuum) (Oostenrijk) en Libertina Appolus Amathila (Namibië)
- 1992: Richard von Weizsäcker (Duitsland)
- 1993: Artsen zonder Grenzen
- 1995: Graça Machel (Mozambique)
- 1996: Handicap International
- 1997: Joannes Klas (Verenigde Staten)
- 1998: Mustafa Abdülcemil Qırımoğlu (Oekraïne)
- 2000: Jelena Silajdzic (Bosnië en Herzegovina), Abune Paulos (Ethiopia), Lao Mong Hay (Cambodja), Miguel Angel Estrella (Argentinië) en de vrijwilligers van de Verenigde Naties
- 2001: Luciano Pavarotti (Italië)
- 2002: Kapitein Arne Rinnan, de bemanning van de MV Tampa en rederij Wilhelm Wilhelmsen (Noorwegen)
- 2003: Annalena Tonelli (Italië)
- 2004: Memorial (Rusland)
- 2005: Marguerite Barankitse (Burundi)
- 2006: Akio Kanai (Japan)
- 2007: Katrine Camilleri (Malta)
- 2008: Chris Clark (Engeland) en de Libanese en internationale medewerkers in het ontmijningsprogramma in Zuid-Libanon
- 2009: Edward Kennedy (Verenigde Staten)
- 2010: Alixandra Fazzina (Engeland)
- 2011: Society for Humanitarian Solidarity (Jemen)
- 2012: Hawa Aden Mohamed (Somalië)
- 2013: Zuster Angélique Namaika (Congo)
- 2014: Butterflies with New Wings Building a Future (Colombia)
- 2015: Aqeela Asifi (Pakistan)
- 2016: Greek Volunteers of the Hellenic Rescue Team en Efi Latsoudi van PIKPA Village omwille van hun onvermoeibare inzet voor de aankomende vluchtelingen tijdens de Eruopese vluchtelingencrisis (Griekenland)
- 2017: Zannah Mustapha (Nigeria)[1]
- 2018: Evan Atar Adaha (Zuid-Soedan)
- 2019: Azizbek Ashurov (Kirgizië)